# Daidō Moriyama

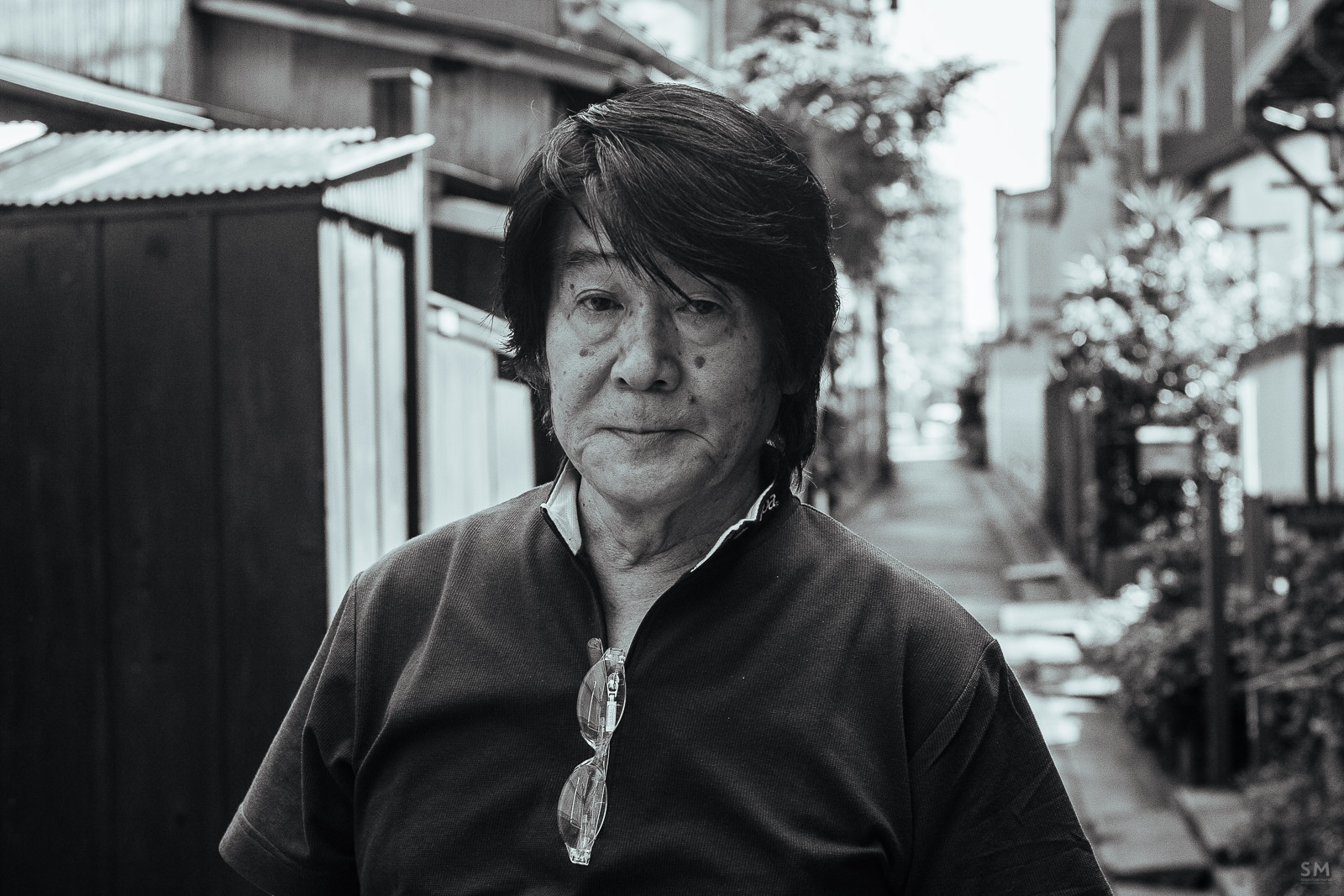
Daidō Moriyama (2010)

Daidō Moriyama (jap. 森山 大道, Moriyama Daidō; * 10. Oktober 1938 in Ikeda, Präfektur Osaka) ist einer der wichtigen japanischen Fotografen der zweiten Hälfte des 20. Jahrhunderts.

## Leben
Moriyama studierte Design und im Anschluss daran Fotografie in Kōbe, Japan. 1961 siedelte er nach Tokio um und schloss sich der Fotografengruppe VIVO an, die sich jedoch bald auflöste. Sein erster Fotoband Japan, ein Theater erschien 1968.

## Werk
Sein Werk hat wesentlichen Anteil daran, dass sich die japanische Fotografie international durchsetzen konnte. Insbesondere zum Ende der 1960er und zu Beginn der 1970er Jahre schuf er ein einflussreiches und innovatives fotografisches Werk. Für die damalige Zeit gerade in Japan ungewöhnlich, konzentrierte er sich auf die Ränder der Gesellschaft, Rotlichtmilieus und die Straße als Sujet. Bemerkenswert ist, dass er eine Technik entwickelte, ohne Blick durch den Sucher auf der Straße zu fotografieren. Diese Bilder wirken unmittelbar und authentisch. Sie hatten großen Einfluss auf viele junge japanische Fotografen und entfalteten auch international eine hohe Wirkung.
Moriyama veröffentlichte viele Fotobände und seine Fotografien wurden in vielen Zeitschriften publiziert.
2013 war Moriyama Hauptthema beim 6. Fotobookfestival in Kassel. 2 Jahre später wurde im Rahmen des 7. Fotobookfestivals mit dem Fotobuch On Daido eine Hommage internationaler Fotografenkollegen an den japanischen Fotografen vorgestellt. Finanziert wurde die Veröffentlichung über eine Crowdfunding-Kampagne.

## Sonstiges
2019 entstand der 110 Minuten lange Dokumentarfilm Daidō Moriyama. The Past is always new, the Future is always nostalgic (Regie Gen Iwama). Zwei Männer, ein Verleger und ein Graphiker, begleiten Moriyama über ein Jahr lang.

## Ausstellungen (Auswahl)
- 1980: Galerie Forum Stadtpark / Camera Austria, Graz, Österreich
- 1981: Zeit-Foto Salon, Tokio, Japan
- 1986: Philadelphia Museum of Art, USA
- 1989: Internationale Foto-Triennale, Esslingen
- 1991: Meyers, Wiedikon, Schweiz
- 1993: Watarium Museum, Tokio, Japan
- 1999–2001: Daido Moriyama – Stray Dog, San Francisco Museum of Modern Art, USA
  - Metropolitan Museum of Art (Met), Japan Society Gallery, New York, USA
  - Fotomuseum Winterthur, Schweiz
  - Museum Folkwang, Essen
  - Harvard Art Museums, Cambridge, USA
  - Museum of Photographic Arts, San Diego, USA
  - und weiteren Museen in Japan[2]
- 2002: White Cube, London, Großbritannien
- 2003: Fondation Cartier pour l'art contemporain, Paris, Frankreich
- 2004: Art Cologne, Köln
- 2006: Foam, Amsterdam
- 2007: Daido Moriyama: Retrospektive seit 1965, SK Stiftung Kultur, Köln
  - Centro Andaluz de Arte Contemporáneo (CAAC), Santa Maria de las Cuevas, Sevilla, Spanien
  - 2008: plus Daido Hawaii, Tokyo Metropolitan Museum of Photography, Tokyo
- 2010: Michael Hoppen Gallery, London (mit Shōmei Tōmatsu)
- 2012: Tate Modern, London (mit William Klein)
- 2013: Kasseler Kunstverein, Kassel (mit Mika Ninagawa)
- 2016: Daido Tokyo, Fondation Cartier, Paris
- 2019: A Diary, Hasselblad Foundation, Göteborg, Schweden
- 2019: My Garden of Eden, Christophe Guye Galerie, Zürich
- 2023: Daidō Moriyama – Retrospective, C/O Berlin

## Preise (Auswahl)
- 1983: Fotograf des Jahres, Japan
- 2004: Kulturpreis der Deutschen Gesellschaft für Photographie (auf der Art Cologne)
- 2012: Infinity Award vom Internationalen Zentrum für Fotografie New York für sein Lebenswerk
- 2019: Hasselblad Foundation Award

## Einzelbelege
1. ↑  Kino-Zeit: Eine Filmkritik von Falk Straub, abgerufen am 8. Juli 2022
2. ↑  Laut Impressum des Katalogs.

| Personendaten    | Personendaten                         |
| ---------------- | ------------------------------------- |
| NAME             | Moriyama, Daidō                       |
| ALTERNATIVNAMEN  | 森山 大道 (japanisch); Moriyama Daidō |
| KURZBESCHREIBUNG | japanischer Fotograf                  |
| GEBURTSDATUM     | 10. Oktober 1938                      |
| GEBURTSORT       | Ikeda, Präfektur Osaka                |